# Boatsje

Boatsje in Woudsender Rakken, 1956

Een boatsje is de Friese benaming voor een klein soort tjotter van slankere opzet, typisch voor de Friese binnenwateren. Een boatsje heeft een lengte-breedteverhouding van ongeveer 1:3 (bij een tjotter is dat ongeveer 1:2).
Dankzij hun geringe diepgang waren de boatsjes zeer geschikt voor het ondiepe water. Deze scheepjes waren meestal eengangsboten, dus met slechts één gang tussen vlak en berghout of boeisel/bovenboord. De scheepjes hebben geen losse vloer in het ruim, men loopt op het vlak. Achter onder het helmhout is een bun. De mast staat in een koker met een kling ervoor. Ze voerden een spriettuig met een fok. Meestal was er een zwaard, die telkens over de lage boeg werd gehangen. Deze scheepjes werden verder geboomd of soms geroeid.

## Toepassing
Het laadvermogen van een boatsje van ongeveer vijf meter bedraagt een ton. Het boatsje wordt vooral gebruikt door binnenvissers die visten op paling. De vissers vingen de paling met fuiken, of ze brachten een zogenaamde dichtzet aan in een vaart. Dwars over de hele breedte van het water plaatsten ze een keernet. Zo kon de aal op zijn trektocht worden gevangen. Deze 'dichtzetten' waren natuurlijk een belemmering voor de vrachtvaarders. Het was dan ook verplicht om 's nachts een lantaarn te laten branden en de wacht te houden, om het net te laten zakken en vrije doorvaart te verlenen. De boatsjes hadden een bun in het achterschip waarin de aal levend kon worden bewaard. In 1988 was het scheepstype nog in gebruik bij de binnenvissers op het Lauwersmeer. 
In de collectie van het Zuiderzeemuseum bevindt zich een boatsje die is vervaardigd voor 1940.